# أل فوستر
أل فوستر (بالإنجليزية: Al Foster) هو طبال وملحن أمريكي، ولد في 18 يناير 1943 في ريتشموند في الولايات المتحدة.

## وصلات خارجية
- أل فوستر على موقع ميوزك برينز (الإنجليزية)
- أل فوستر على موقع أول ميوزيك (الإنجليزية)
- أل فوستر على موقع ديسكوغز (الإنجليزية)